# Margita Haberland
Margita Haberland (* 1944 in Berlin) ist eine deutsche Schauspielerin, Musikerin und Performancekünstlerin.

## Leben
Margita Haberland verbrachte ihre Kindheit in Berlin, flüchtete in den 1950er Jahren mit Mutter und Schwester nach Westdeutschland und lebte anschließend in Österreich, wo sie bereits 1963 am Jugendtheater Salzburg schauspielerische Erfahrungen sammelte. Sie besuchte für drei Jahre die Zinner-Schule in München, die sie 1967 nach bestandener Bühnenreifeprüfung als staatlich geprüfte Schauspielerin abschloss.
Danach zog es Haberland wieder nach Berlin, wo sie mit Gudrun Ensslin in einer Wohngemeinschaft lebte, sich jedoch schnell von deren radikalem politischen Kurs distanzierte.
„Ich gehörte eher zu denen, die ihre politische Wut in Form von Straßentheater oder Happenings umgesetzt haben“, äußert sich Haberland in einem Interview in Jürgen Teipels Buch Verschwende Deine Jugend. 1968 spielte Margita Haberland in der Free-Jazz-Gruppe XY die E-Geige, war Ensemblemitglied bei der deutschen Uraufführung von Hair am Theater an der Brienner Straße und in Rainer Werner Fassbinders Inszenierung Chung als Straßentheater in München im Mai 1968.
Ab 1974 lebte Margita Haberland in Hamburg und beteiligte sich am Aufbau der Musiktheater- und Jazzrockgruppe Release Music Orchestra, auf deren Veröffentlichungen sie auch als Geigerin zu hören ist. 1979 lernte sie Axel Dill kennen, der sie zunächst mit zur Bremer Punkband Die Blender mitnahm, wo sie E-Geige spielte. Kurz darauf waren Dill und Haberland zusammen mit Frank Z. und FM Einheit Gründungsmitglieder der Band Abwärts. Margita Haberland blieb bis 1981 bei Abwärts und entwickelte in dieser Zeit ihre persönliche Art, die  Singende Säge zu spielen. Nach dem Bruch mit der Band und einem längeren Krankenhausaufenthalt zog Margita Haberland in die Vereinigten Staaten, wo sie an der Fachhochschule Naropa Institut in Boulder ihre schauspielerische Ausbildung erweiterte. 1983 nahm sie unter dem Namen Ma Gita ihre erste Soloplatte, die EP Dolly Jones Engtanz, auf.
Seit 1986 wieder in Berlin lebend, beschäftigte sich Margita Haberland mit verschiedenen Film- und Fernsehproduktionen. Sie spielte in dem Film Am nächsten Morgen kehrte der Minister nicht an seinen Arbeitsplatz zurück von Monika Funke-Stern neben Udo Kier die weibliche Hauptrolle; in Wim Wenders’ Der Himmel über Berlin war sie 1987 in einer Nebenrolle zu sehen. 1988 spielte sie in dem mit dem Kritikerpreis der Kurzfilmtage Oberhausen ausgezeichneten Film Parfait d’amour mit. 1993 war sie Hauptdarstellerin in dem Fernsehfilm Bild Leipzig. Haberland arbeitete zudem als Synchronsprecherin in verschiedenen Produktionen und ist seit 1994 in die Filmpädagogische Arbeit von Kinderfilm Berlin e.V und Spatzenkino des JugendKulturService Berlin involviert.
2003 übernahm sie im Rahmen des Theaterprojekts Poesie Syndikat Berlin in Fassbinders Bremer Freiheit die Rolle der Mutter. Sie spielte 2004 in dem Theaterstück Die Midaq-Gasse von Nagib Mahfuz in den Sophiensaelen in Berlin mit und nahm an einer Podiumsdiskussion mit dem Titel Warum ist das Böse schön neben Udo Kier, Christoph Schlingensief und Monika Funke-Stern teil. In der Theaterwerkstatt Berlin stand sie im selben Jahr als „Diva“ in dem Stück Die Küche auf der Bühne.
Den Schwerpunkt ihrer künstlerischen Arbeit legte Margita Haberland in den letzten Jahren auf Medienkunst und Performance. In ihrem Aktionskunstwerk Die Schaukel – Musik des Gleichgewichts hängte sie sich geigespielend in einer frei drehbaren Schaukel aus Rohren unter das große Scheunendach von Hof Lühnsdorf zum 685. Jubiläumsjahr von Baitz im Jahre 1998. Es entstanden eine Reihe von Installationen und Videos, an denen sie maßgeblich beteiligt war: 2004 The Cubes-Project, 2006 Kleine Volksberuhigung und Hütte Hilton, 2007 Echtzeit, 2008 Between Fiction and Fact und Utopie als Teil der Sommerwerkstatt Endmoräne in der Komturei Lietzen.

## Diskografie
Solo:
- 1977: Maja Goldberg (Single), bei Phonogram
- 1983: Ma Gita Dolly Jones Engtanz, ZickZack Records
- 2001: The Beat Goes On – All Jelly, Interdependence Productions

Mit Release Musik Orchestra:
- 1975: Garuda, Brain
- 1976: Get the Ball, Brain

Mit Abwärts:
(alle bei ZickZack Platten)
- 1980: Computerstaat (EP)
- 1981: Amok Koma
- 1981: Roboter in der Nacht / Für Mutti (Single)